# Интифада ножей
Интифада ножей — серия нападений палестинских террористов на граждан Израиля, продлившаяся с сентября 2015 г. по июнь 2016 г., в которой часто применялись ножи. Эта вспышка насилия, получившая у израильтян название «Волна террора» или «Интифада волков-одиночек», международными средствами массовой информации была определена как «Интифада ножей».
Началом обострения конфликта стали беспорядки на Храмовой горе в сентябре 2015 г. В арабской печати усиление насилия связывают с вопросом установления статус-кво Храмовой горы. Во многом такая эскалация была спровоцирована выступлением палестинского Президента Махмуда Аббаса, выступившего с трибуны Генеральной Ассамблеи ООН и призвавшего к кампании протеста. В период до 9 октября 2016 г. Израилем зафиксированы сотни террористических нападений, в результате которых погибли 39 мирных жителей, более 440 получили ранения разной степени тяжести.

## События, спровоцировавшие «Интифаду ножей»

### Палестинское руководство
В 2008 году телеканал Аль-Джазира сообщил, что руководство ХАМАС призвало к третьей интифаде, но аналитики тогда отмечали, что эти обращения никогда не будут реализованы. Некоторые комментаторы предполагают, что «Тихая интифада» (термин, иногда используемый для определения периода роста насилия в ходе конфликта в 2014 году) и был на самом деле Третьей интифадой. Другие источники считают, что возобновление насилия в сентябре и октябре 2015 года можно назвать началом Третьей интифады, но палестинское руководство воздерживается от такой характеристики событий. Нохэд Али, социолог из Хайфского университета, предположил, что события в октябре 2015 года не были Третьей интифадой. Есть комментаторы, которые отмечают, что события 2015 года отличаются от предыдущих интифад тем, что не было единой организационной структуры, признанного политического руководства и четких целей. Кроме того, в событиях первых двух недель в октябре были задействованы в основном арабские жители Восточного Иерусалима.

### Подстрекательство
Палестинские активисты несколько недель распространяли на YouTube, Facebook и Twitter видео с инструкциями, как нападать с ножами на евреев. Комитет по иностранным делам Палаты представителей США единогласно призвал палестинцев положить конец подстрекательствам против Израиля. Элиот Энгель сказал, что « Волна насилия здесь — не какая-то случайная вспышка. Это продукт многих лет антиизраильской пропаганды и идеологической обработки. Часть этих идей активно пропагандируется официальными лицами Палестинской Автономии и её учреждениями» А один из высокопоставленных офицеров ШАБАКа сказал, что большая часть подстрекательств исходит от ХАМАСа.

### Дезинформация
14 октября палестинский президент Махмуд Аббас и палестинские СМИ объявили, что 13-летний Ахмед Манасра, совершивший вместе с братом террористическое нападение в Писгат Зеев, был «казнен» Израилем, но доктор Ашер Лосось, депутат, директор медицинского центра «Хадасса» в Иерусалиме, сообщил, что мальчик жив и находится в больнице. Фотографии Манасра из больницы были опубликованы. Однако в английском переводе речи Аббаса, предложенном ООП, было сказано, что Израиль хладнокровно «стреляет» в палестинских детей — так они поступили с ребёнком Ахмедом Манасра, заменив слово «казнь» на более умеренный язык. На самом деле в то время как двоюродный брат Манасра Хасан был убит во время их ножевого нападения, Ахмед не был расстрелян. После теракта он был сбит израильским автомобилем и получил черепно-мозговую травму. В мировой печати рассказ о террористе был во многом искажен.

### Прославление терактов
17 октября Джибриль Раджуб — один из старейших членов Палестинской правящей партии ФАТХ заявил в интервью, что "Это явно отдельные операции, но они требуют героизма, мужества и особой системы ценностей. Эта система заставляет палестинскую элиту и палестинские национальные силы увидеть в прощальных словах одного из этих героев, рассказавшего о себе в блоге, документ, который можно было бы преподавать в школах на уроке, рассказывая о смысле мученичества … "

### Взгляд официальных лиц с палестинской стороны
Посол Палестины в Организации Объединённых Наций Рияд Мансур сказал, что ситуация «крайне опасна», и обвинил «израильскую сторону» в стремлении «навязать еврейское присутствие» на Храмовой горе. Он предупредил, что такие попытки вызывают столкновения на религиозной почве, которая имеет «последствия во всех уголках Ближнего Востока и за его пределами». «Религиозная конфронтация — то, о чём мечтает ИГИЛ»

### Подстрекательство со стороны Исламского государства
Представители Исламского государства заполнили многочисленные сайты сообщениями, призывающими к терроризму палестинцев и израильских арабов.

## Израиль
Согласно мнению экспертов по кибербезопасности из НИСО, новая «волна террора» в Израиле получила свое развитие во многом благодаря внешним факторам.
Служба безопасности Израиля заявила, что террористов, убивших четырёх человек в Тель-Авиве, обучали наставники из Исламского государства. Это сообщение Шабака подтвердили слова, ранее озвученные палестинскими службами безопасности. После тель-авивского теракта в июне 2016 года израильская газета «Гаарец» написала, что первые нападения террористов, вдохновленные ИГИЛом, были зарегистрированы в Израиле до начала «Интифады ножей».

### Принятие Законов
В ночь на Рош а-Шана в Иерусалиме премьер-министр Биньямин Нетаньягу провел экстренное заседание. Было принято решение ужесточить наказания для камнеметателей, увеличить штрафы родителям, чьи дети бросают камни. Решение было направлено против возмутителей спокойствия, швыряющих камни и бутылки с зажигательной смесью. Кабинетом безопасности был также принят закон о повышении заработной платы сотрудникам пограничной службы в Иерусалиме, призыве резервных сил полиции и сил пограничной охраны. Нетаньягу позже обвинил арабов, особенно из числа жителей Палестинской автономии и Исламского движения в Израиле в разжигании пламени ненависти, запретил всем членам Кнессета восхождение на Храмовую гору, хотя некоторые депутаты, как евреи, так и арабы из Объединённого арабского списка МК, сказали, что они будут игнорировать эти постановления.
30 июля Кнессет одобрил поправку к Постановлению о тюрьмах, позволяющую принудительное кормление заключенного в случае, если врач определяет, что существует реальная опасность для жизни заключенного.

### Борьба на переднем крае
Мэр Иерусалима Нир Баркат призвал лицензированных владельцев оружия в период «Волны насилия» иметь оружие при себе «для повышения безопасности» и сравнил эту необходимость с «военными сборами» резервистов. Позже мэр отметил, что «Многие теракты в Иерусалиме были предотвращены или нейтрализованы за счет быстрых действий и реакции ответственных свидетелей». Нетаньягу заявил, что "гражданские лица находятся на переднем крае борьбы с терроризмом и должны быть максимально внутренне подготовлены ".
Выступление иерусалимского мэра было воспринято палестинским чиновником в Иерусалиме Аднаном Хусейни как «объявление войны» всем палестинским жителям .
После эскалации насилия в месяц Тишрей (сентябрь-октябрь) израильские полицейские и пограничники были распределены по всей стране, и особенно в районе Иерусалима.
20 октября израильские войска вновь арестовали Хасана Юсефа, одного из руководителей ХАМАСа на Западном берегу, обвинив его в «призывах к насилию и выступлениях против Израиля среди палестинского населения».

## Взгляд официальных лиц с израильской стороны
По словам большинства израильских политиков, существует связь между нападениями с ножом и резким спадом числа самоубийств в палестинском обществе с конца 2015 года. Рядовым жителям Палестинской автономии внушалось, что в случае участия в терактах они обеспечивают себе мученическую смерть и приобщаются к шахидам. Главные участники атак — подростки обоих полов из проблематичных семей, женщины, обвиняемые в чём-то, позорящем их семью, а также люди, страдающие психическими расстройствами.

## 2015 год. Начало интифады

### Сентябрь
12 и 13 сентября накануне празднования Рош-а-Шана (Новый год по еврейскому календарю) десятки арабов в масках закрепились в мечети Аль-Акса на Храмовой горе. Вооружившись камнями, палками, бутылками с зажигательной смесью, фейерверками и самодельными бомбами, они приготовились к тому, чтобы не допустить еврейских молящихся на Храмовую гору и к Западной стене на празднование еврейского Нового года.
Когда полицейские поднялись на Храмовую гору и столкнулись с террористами, призывающими к борьбе за мечеть Аль-Акса, главной задачей была конфискация оружия. Их встретила вооруженная камнями и самодельными бомбами группа молодых арабов. Полицейские применили резиновые пули и слезоточивый газ. Несколько террористов и полицейских были ранены. Арабские страны (включая Иорданию) осудили Израиль и обвинили его в провокациях на Храмовой горе.
В ту же ночь, в день празднования Рош-а-Шана, был убит 64-летний житель Иерусалима Александр Левлович. Причиной смерти стали камни, брошенные в машину, в результате чего водитель потерял контроль над транспортным средством, что вызвало сердечный приступ и смерть. 26 сентября Шабак арестовал 4 арабов в возрасте 16-19 лет, которые признались в совершении убийства.
Во время праздника арабские нападения в Иерусалиме продолжились. Произошло несколько столкновений на Храмовой горе, арабы бросали камни в транспортные средства, было совершено нападение на евреев в Иерусалиме.
17 сентября. В автобус, случайно оказавшийся в окрестностях арабского поселения Рас-эль-Амуд, арабы начали бросать камни. Водитель сбежал после того, как они подожгли автобус. В тот же день в окрестностях Иерусалима было зафиксировано множество нападений камнеметателей на машины с израильскими номерами.
18 сентября. Пятница. Мусульмане, поднявшиеся на Храмовую гору для молитвы, устроили беспорядки в Иерусалиме. В полицейских бросали камни и бутылки с зажигательной смесью. В Доме правительства четверо полицейских получили легкие ранения.
21 сентября. Палестинский террорист попытался бросить гранату, устроив засаду на транспортные средства на горе Хеврон, но граната взорвалась в его руке. В последующие дни Хеврон становится центром противостояния и конфликтов.
24 сентября. Кабинет безопасности Израиля одобрил новые законы, касающиеся бунтовщиков. Нетаньягу заявил, что «Кабинет безопасности единогласно принял ряд мер в рамках нашей борьбы с камнеметателями, теми, кто бросает бутылки с зажигательной смесью, использует фейерверки и самодельные бомбы». Новый Закон позволил силам безопасности стрелять, когда жизнь третьей стороны находится под угрозой. До этого израильские солдаты имели право стрелять боевыми патронами только если их собственная жизнь была в опасности. Теперь минимальный четырёхлетний тюремный срок грозил тем, кто бросал опасные предметы. Это не потребовало парламентского одобрения.
26 сентября. Палестинские исламисты подожгли церковь в Вифлееме. Палестинская администрация не осудила этот теракт, тем самым оправдывая его.
27 сентября. Еврейский праздник Суккот. Беспорядки на Храмовой горе возобновляются, арабы бросают камни и самодельные бомбы в полицейских. Полиция оттесняет их к мечети, чтобы избежать жертв среди гражданского населения.

### Октябрь
1 октября. В районе деревни Бейт-Фурик террористы открыли огонь по автомобилю с израильскими номерными знаками. Убиты раввин Эйтам Хенкин и его жена Наама, находившиеся в автомобиле. Четверо детей, ставшие свидетелями теракта, не пострадали.
3 октября. Арабский террорист напал на евреев в Старом городе, около Львиных ворот в Иерусалиме. Он нанес удар ножом военнослужащему Аарону Беннету, который впоследствии скончался от полученных ранений, его жена была тяжело ранена, а двухлетний сын был легко ранен в ногу. На крик о помощи прибежал Нехемия Лави. Террорист сумел выхватить у него пистолет и выстрелил. Впоследствии раввин действующей в Старом городе иешивы скончался от ран в больнице. Террорист был застрелен силами безопасности.
4 октября. Араб нанес ножевое ранение еврейскому подростку возле Шхемских ворот в Старом городе Иерусалима. Террорист был застрелен силами безопасности.
7 октября. Палестинские террористы бросали камни в израильские транспортные средства, движущиеся по дороге между Ткоа и Иерусалимом. Один водитель получил легкие ранения и семь автомобилей были повреждены.
В тот же день арабка с ножом напала на евреев в Старом городе Иерусалима, двоих ранила.
Чуть позже арабский террорист ударил солдата ножом в Кирьят-Гате и захватил оружие. Полиция ликвидировала террориста.
В тот же день террорист нанес ножевое ранение 25-летнему мужчине в центре Петах-Тиквы. Молодой израильтянин был легко ранен, террорист задержан.
8 октября. На улице Арлозорова в Афуле, недалеко от кафе «Арома», арабский террорист напал на военнослужащего ЦАХАЛа, нанеся ему ножевое ранение средней степени тяжести. Террорист был нейтрализован полицейскими и гражданскими лицами.
Рядом с Восточными воротами в Кирьят-Арба террорист ударил ножом еврея. Террористу удалось скрыться.
В центре Тель-Авива, недалеко от военной базы «Кирия», на углу улиц Мозес и Менахем Бегин, вооруженный ножом террорист ранил пять человек. Террорист ликвидирован.
В Иерусалиме араб с ножом тяжело ранил религиозного еврея. Террорист обезврежен.
9 октября. В Кирьят-Арба террорист, вооруженный ножом, напал на полицейского, пытаясь выхватить пистолет. Полицейский получил легкое ранение. Нападавший был застрелен.
На центральной автобусной станции в Афуле арабка, вооруженная ножом, попыталась напасть на военнослужащего. Нападавшая нейтрализована и доставлена в больницу.
В Иерусалиме на улице Шмуэль а-Нави совершено нападение с применением холодного оружия. Ранен 16-летний еврейский подросток. Нападавший скрылся с места происшествия, но вскоре был задержан
Террорист напал с ножом на еврейского жителя в Димоне в 4 часа ночи.
Жена мэра города в Самарии и пятеро детей (трое из них её) получили легкие ранения в результате аварии, происшедшей после того, как неизвестные вооруженные люди бросали камни в машину.
10 октября. Вооруженное нападение на пограничников около Шхемских ворот в Иерусалиме. Ранены трое бойцов. Террорист убит.
Арабский террорист, вооруженный ножом, ранил двух человек на улице Пророков в Иерусалиме. Нападавший застрелен полицейскими.
11 октября. На шоссе № 65, недалеко от перекрестка Ган Шмуэль террорист ударил ножом трех людей, стоявших на остановке. В результате теракта пострадали две девушки 14-ти и 19-ти лет, а также 20-летний мужчина. Состояние одной из раненых оценивается как тяжелое. Террорист, арабский житель Умм-аль-Фахме, арестован.
Взрыв заминированного автомобиля на КПП возле Маале-Адумим, полицейский легко ранен. Террористка получила тяжелые ранения.
12 октября. Несколько ножевых нападений в Иерусалиме. Араб, вооруженный ножом, напал на пограничника возле Львиных ворот Старого города в Иерусалиме. Террорист ликвидирован.
Арабка, вооруженная ножом, напала на пограничника возле здания штаба полиции в Иерусалиме. Полицейский (МАГАВ) получил легкие ранения, террористка нейтрализована.
В рейсовом автобусе, следовавшим по улице Шазар, недалеко от Струнного моста, араб ударил ножом двух пассажиров и попытался похитить оружие у военнослужащего. Террорист ликвидирован.
В иерусалимском районе Писгат Зеэв двое вооруженных ножами террористов совершили серию нападений на прохожих. Два человека ранены. 13-летний подросток доставлен в больницу в критическом состоянии. Один террорист ликвидирован, его сообщник нейтрализован.
13 октября. Утром несколько нападений в течение короткого времени. В иерусалимском автобусе совершено вооруженное нападение. Погибли два человека −51-летний Алон (Андрей) Говберг и 78-летний Хаим Хавив, ранены по меньшей мере 16 человек, в том числе восемь были доставлены в больницу в критическом состоянии, один из них — 76-летний Ричард Лейкин умер от полученных травм через две недели. Два террориста нейтрализованы. В результате автомобильного теракта на улице Малкей Исраэль в Иерусалиме погиб Йешаягу Кришевски, четверо ранены. В целом в Иерусалиме за один день было убито 4 человека.
В этот же день было совершено вооруженное нападение на автобусной остановке в Раанане. Легко ранен израильтянин. Террорист нейтрализован местными жителями. 13 октября в том же городе в результате нападения ещё 4 человека получили ранения. Террорист задержан.
14 октября. У Шхемских ворот в Иерусалиме при попытке нападения на охранника ликвидирован вооруженный ножом арабский террорист. Вечером того же дня на автобусной остановке на улице Яффо, рядом с автовокзалом в Иерусалиме, террорист нанес многочисленные ножевые удары женщине. Террорист ликвидирован.
В ночь с 15 на 16 октября был совершен поджог гробницы Иосифа в Шхеме.
16 октября. Найдена бомба возле контрольно-пропускного пункта Иссавия. Саперы взорвали её. На перекрестке А-Зайт под Хевроном вооруженный ножом араб ранил израильтянина. Террорист уничтожен.
17 октября. В течение дня целый ряд нападений. Террорист ударил ножом полицейского на блокпосте «Каландия». Полицейский легко ранен. Солдаты нейтрализовали нападавшего. Арабский террорист, вооруженный ножом, напал на солдата на блокпосте в Хевроне и причинил ему ранения средней степени тяжести. Террорист нейтрализован. Арабская террористка легко ранила ножом сотрудницу пограничной полиции. Нападавшая нейтрализована. В Иерусалиме арабский террорист с ножом в руках напал на пограничников и был застрелен. В Хевроне вооруженный ножом араб напал на израильтянина. Пострадавших не было, террорист нейтрализован.
18 октября. На центральной автобусной станции в Беэр-Шеве совершено вооруженное нападение с применением холодного и огнестрельного оружия. Погиб сержант Омри Леви, восемь человек ранены. Террорист ликвидирован. По ошибке охранниками застрелен нелегал из Эритреи Аватхум Зархум.
20 октября. Арабский террорист ударил ножом офицера ЦАХАЛа в районе поселения Негохот. Террорист убит. Чуть позже в районе Хеврона арабы забросали автомобиль камнями. Пятидесятилетний израильтянин Авраам (Ашер) Хасано вышел из машины и был насмерть сбит грузовиком, за рулем которого находился арабский водитель. Анализ снимков впоследствии доказал, что наезд был преднамеренным. В тот же день на перекрестке Гуш-Эцион палестинский араб на своем автомобиле совершил наезд на двух израильтян. Террорист ликвидирован. Травмы, полученные израильтянами в результате теракта, оцениваются как легкие. Вечером два нападения с ножом на солдата в Кирьят-Арба.
21 октября. Во второй половине дня на перекрестке Адам в округе Биньямин палестинский террорист ранил ножом военнослужащую. Преступник застрелен, его сообщник задержан. Вечером на шоссе № 60, недалеко от арабской деревни Бейт-Умар, каменной атаке подвергся израильский автомобиль. После того как находившиеся в машине люди вышли, чтобы оценить причиненный ущерб, они были сбиты автомобилем, за рулем которого находился араб. Четыре человека ранены, один из них серьёзно. Террорист нейтрализован.
22 октября. Два вооруженных террориста пытались напасть на автобус, перевозивший детей в школу. Нападавшие были отбиты гражданскими лицами, бежали в синагогу, ранили ножом студента йешивы. Нейтрализованы полицией.
23 октября. Арабский террорист, вооруженный ножом, напал на военнослужащего около поселка Гваот в Иудее и ранил его. Нападавший нейтрализован и задержан.
Арабы бросали бутылки с зажигательной смесью в автомобиль на дороге под Бейт-Элем, в результате чего пострадала семья из пяти человек.
24 октября. На Дерех-Шхем араб с ножом напал на еврея, оказавшего сопротивление террористу и сумевшего выхватить холодное оружие. Преступник скрылся с места происшествия. Никто не пострадал.
Террорист на КПП Гильбоа выдавал себя за разносчика. Через некоторое время вытащил нож и напал на охранников, был застрелен прежде, чем смог нанести удар.
25 октября. Около поселка Мецад (в Гуш-Эционе) арабы забросали камнями автомобиль с израильскими номерными знаками. Когда водитель вышел из машины, один из камнеметателей ударил его ножом. Террорист скрылся.
Арабская террористка, вооруженная ножом, напала на военнослужащего в Хевроне. Израильтянин не пострадал, преступница нейтрализована.
На перекрестке Ариэль в Самарии совершено нападение с применением холодного оружия. Один человек ранен. В результате ряда полицейских мер террорист арестован.
26 октября. На площади Анун (севернее Кирьят-Арбы) террорист ударил ножом израильтянина и был нейтрализован. Пострадавший в тяжелом состоянии.
В тот же день арабский террорист, вооруженный ножом, напал на военнослужащих около Пещеры Праотцев в Хевроне. Террорист нейтрализован.
27 октября. Той же ночью в Хевроне убит арабский террорист, который пытался напасть с ножом на военнослужащих ЦАХАЛа.
Два террориста, вооруженных ножами, напали на израильтянина недалеко от перекрестка Гуш-Эцион. Террористы нейтрализованы. Израильтянин получил ранение средней степени тяжести.
28 октября. На перекрестке Джильбар в Хевроне палестинский араб с ножом атаковал израильских военнослужащих. Террорист нейтрализован. Среди израильтян пострадавших нет.
На парковке возле супермаркета Рами Леви в Гуш-Эционе вооруженный ножом террорист ранил женщину. Преступник арестован.
29 октября. Террорист с ножом напал на военнослужащего возле Пещеры Праотцев («Меарат а-Махпела») в Хевроне. Солдат получил ранения от легкой до средней степени тяжести. Террорист нейтрализован.
Араб, вооруженный ножом, ранил женщину на улице Хативат Голани в Эйлате. Позже это нападение было признано терактом.
30 октября. Арабский террорист напал с ножом в Иерусалиме на трамвайной остановке. Два человека ранены. Нападавший нейтрализован. Напарник преступника легко ранен.
В ходе беспорядков на перекрестке Айош к северу от Рамаллы двое арабов напали на пограничников, один намеревался бросить бутылку с горючей смесью, второй — ударить ножом. Нападавшие нейтрализованы, пострадавших нет.
31 октября. На КПП Гильбоа возле Дженина арабский террорист пытался ударить ножом охранника, но вовремя был нейтрализован. Пострадавших не было.

### Ноябрь
1 ноября. В районе деревни Бейт-Анун (недалеко от Хеврона) вооруженный ножом араб напал на военнослужащего. Израильтянин не пострадал. Нападавший убит.
На перекрестке Бейт-Анун автомобиль, за рулем которого находился арабский водитель, сбил трех израильтян. Ранены три человека. Наезд был признан терактом. Террористу удалось скрыться. [150]
2 ноября. Двое арабов, вооруженных ножами, напали на военных на КПП около Дженина. Террористы нейтрализованы, один из них убит. Никто из израильтян не пострадал.[151]
В тот же день на КПП близ Иерусалима был обезврежен заминированный палестинский автомобиль. [152]
Террорист, вооруженный ножом, напал на прохожих в Ришон ле-Ционе. Три человека получили ранения различной степени тяжести. Террорист задержан. [153]
В центре Нетании вооруженный ножом араб напал сзади на пожилого мужчину, нанеся ему тяжелые ранения. Террорист нейтрализован. [154]
4 ноября. На перекрестке Хальхуль автомобиль, за рулем которого находился араб, врезался в группу военнослужащих. В результате автомобильного теракта пострадали два человека. Тяжело ранен боец МАГАВа. Террорист ликвидирован. [155]
5 ноября. На перекрестке Гуш-Эцион террорист с ножом бросился на израильтян, стоявших на автобусной остановке. Никто из израильтян не пострадал. Террорист ликвидирован.
6 ноября. Под Хальхулем арабка на автомобиле попыталась задавить военнослужащего. Пограничники обстреляли машину и тяжело ранили водительницу.
В промзоне «Биньямин» к северу от Иерусалима арабский террорист нанес израильтянину тяжелое ранение и скрылся с места происшествия.
В районе Пещеры Праотцев в Хевроне террористы обстреляли израильтян, в результате чего два человека были ранены.
В районе Бейт-Анун террорист выстрелил из проезжающей машины в израильтянина, в результате чего тот был тяжело ранен.
8 ноября. На перекрестке Тапуах палестинский араб сбил на автомобиле трех израильтян, которые получили ранения различной степени тяжести. Наезд был совершен преднамеренно.
В Бейтар-Илите арабка, вооруженная ножом, напала на охранника и легко ранила его. Террористка нейтрализована.
На шоссе № 55, неподалеку от Альфей Менаше (Самария), ударом ножа тяжело ранен израильтянин. Террорист скрылся.
9 ноября. На КПП «Элиягу» в Самарии арабка с ножом напала на охранника и была нейтрализована. Никто из израильтян не пострадал. Террористка скончалась от полученных ранений.
10 ноября. Два арабских подростка, вооруженных ножами, напали на израильтян в иерусалимском квартале Писгат-Зеэв. Был ранен охранник. Террористы нейтрализованы.
Через 15 минут была предпринята попытка напасть с ножом около Шхемских ворот Старого города в Иерусалиме. Нападавший застрелен.
12 ноября. Вооруженный ножом араб напал на военнослужащих на КПП возле гробницы Рахели в Бейт-Лехеме. В этом инциденте никто не пострадал. Нападавший скрылся.
13 ноября. Арабский террорист обстрелял израильские автомобили в районе Отниэля на юге Хевронского нагорья, четыре человека пострадали, вскоре двое раненых -раввин Яаков Литман 40 лет и его сын Нетанэль Литман 18 лет скончались. По данным исследования MDA, врачи Скорой помощи Палестинского Красного Полумесяца, прибыв на место, не оказали раненым необходимой медицинской помощи. Это стало причиной их смерти и вызвало протест со стороны Израиля. Через день силы безопасности арестовали убийцу.
14 ноября. В районе поселка Псагот террорист на автомобиле совершил наезд. Террорист был убит, а в его автомобиле найден нож.
15 ноября. Двое террористов убиты в перестрелке во время уничтожения силами безопасности дома убийцы Дэнни Гонен.
17 ноября. Трое террористов открыли огонь, напав на солдат ЦАХАЛа. Один нападавший застрелен на месте, двое других задержаны.
19 ноября. Нападение с ножом в здании «Панорама» в Тель-Авиве. Два человека убиты, один получил ранения средней степени тяжести и ещё один ранен легко. Террорист, работавший до этого в соседнем ресторане, задержан.
Теракт в Гуш-Эционе. Террорист открыл огонь по автомобилю, а затем совершил наезд на группу людей, стоявших на обочине. Имена погибших: Эзра Шварц (18 лет), гражданин США Яаков Дон (50 лет) и Шади Арафа (40 лет) — житель Палестинской автономии. Девять человек получили ранения разной степени тяжести.
20 ноября. В Абу-Дисе, арабском районе Иерусалима, террорист на автомобиле попытался задавить пограничника, тот получил легкую травму. Террорист скрылся.
21 ноября. Арабский террорист напал на прохожих в Кирьят-Гате и ранил четырёх человек. Террорист скрылся с места происшествия, но позже он и два его сообщника были арестованы.
22 ноября. Арабка, вооруженная ножом, напала на израильтян неподалеку от военной базы в Самарии. Террористка нейтрализована, никто из израильтян не пострадал.
Через час совершено нападение на группу израильтян на перекрестке Кфар-Адумим, к северу от Иерусалима. В результате израильтянин получил легкие ранения. Террорист ликвидирован.
В полдень на перекрестке в Гуш-Эционе арабский террорист напал на молодую женщину Адар Бухрис (21 год), позднее скончавшуюся от полученных ран в больнице. Террорист ликвидирован.
23 ноября. Две арабские школьницы 14 и 17 лет, вооруженные ножницами, напали на прохожих на улице Яффо в Иерусалиме. Четыре человека ранены. Нападавшие нейтрализованы.
Араб, вооруженный ножом, напал на израильских военнослужащих на КПП «Хавара» (к югу от Шхема). Нападавший застрелен.
Почти одновременно произошло нападение в районе 443-й трассы. Убит 18-летний военнослужащий ЦАХАЛа Зив Мизрахи, два человека получили ранения. Террорист ликвидирован.
24 ноября. Автомобильный теракт на перекрестке Тапуах (Самария). Трое израильтян легко ранены. Террорист нейтрализован.
25 ноября. Теракт с применением холодного оружия возле Хеврона. Один человек получил ранения, террорист нейтрализован.
26 ноября. Попытка теракта на перекрестке Тапуах. Нападавший застрелен пограничниками.
27 ноября. Автомобильный теракт в районе Кфар-Адумим: ранены двое израильтян, террорист уничтожен.
Через несколько часов новая попытка автомобильного наезда на автобусной остановке. Двое солдат получили ранения. Террорист ликвидирован.
Вечером арабский террорист напал с ножом на полицейского в Нагарии. Полицейский получил легкие ранения.
29 ноября. Вооруженный ножом араб напал на пограничника на улице Агай возле Шхемских ворот Старого города в Иерусалиме. Пограничник получил ранения средней степени тяжести. Террорист нейтрализован.
Террорист ударил ножом женщину на улице Шамгар в Иерусалиме. Пострадавшая получила 39 ножевых ударов. Нападавший скрылся, но вскоре был арестован.

### Декабрь
1 декабря. Террорист напал на израильтянина на перекрестке Гуш-Эцион. Военнослужащие ликвидировали нападавшего, израильтянин легко ранен.
Террористическое нападение с применением холодного оружия в Самарии, около поселка Эйнав. Террористка нейтрализована.
3 декабря. Арабский террорист (офицер сил безопасности Палестинской Автономии)обстрелял военнослужащих на КПП «Хизма». Ранения получили несколько человек. Нападавший убит.
Вечером вооруженный ножом араб напал на полицейского на улице Навиим, недалеко от Шхемских ворот в Иерусалиме. Полицейский получил ранение средней степени тяжести. Нападавший убит.
4 декабря. В результате теракта в районе Тель-Румейда (Хеврон) ранен военнослужащий. Два террориста, осуществивших нападение, уничтожены.
В результате автомобильного теракта под Офрой в округе Биньямин пострадали двое израильтян. Террорист убит.
Арабский террорист ударил ножом израильтянина в районе Халамиша и тяжело ранил его. Террорист застрелен.
6 декабря. В первый день праздника Хануки в центре Иерусалима арабский террорист совершил наезд на пешехода, после чего вышел из машины и ударил ножом ещё одного человека. Террорист нейтрализован.
7 декабря. В Хевроне террорист напал с ножом на сорокалетнего израильтянина. Террорист убит. 30 декабря Геннадий Кауфман скончался от полученных ранений.
9 декабря. В Хевроне террорист ранил двух израильтян. Нападавший уничтожен.
В районе Туль-Карема из проезжающей машины обстрелян автомобиль с израильскими номерными знаками. В результате теракта ранены двое израильтян, состояние одного из них врачи признали тяжелым. Террористам удалось скрыться.
10 декабря. Возле Бейт-Арье, в региональном совете Мате Биньямин, палестинский водитель совершил наезд на группу израильтян. В результате наезда пострадали трое израильтян, один из них получил тяжелые травмы. Террорист бежал.
11 декабря. Арабский террорист попытался совершить автомобильный теракт на перекрестке Хальхуль. Пострадавших не было. Террорист нейтрализован.
13 декабря. В районе Кирьят-Арбы арабка, вооруженная ножом, напала на израильтян. Террористка нейтрализована. Никто из израильтян не пострадал.
14 декабря. В результате наезда автомобиля на автобусную остановку на въезде в Иерусалим ранены четырнадцать человек. Террорист ликвидирован.
15 декабря. В Модиине палестинский араб напал с ножом на строителей. Ранены два человека. Нападавший задержан.
16 декабря. В ходе ночной операции в районе Каландии трое военнослужащих были легко ранены в результате стрельбы при нейтрализации двух террористов, пытавшихся задавить солдат автомобилями. Нападавшие уничтожены.
17 декабря. На КПП «Хавара», около Шхема, араб, вооруженный ножом, напал на военных. Нападавший убит.
19 декабря. Террорист ранил ножом трех человек в Раанане. Состояние одного из пострадавших оценивалось как тяжелое. Террорист нейтрализован.
20 декабря. На КПП «Хасам Шотер» в Хевроне арабка с ножом пыталась напасть на солдат. Нападавшая нейтрализована.
23 декабря. Около Яффских ворот Старого города Иерусалима два террориста, вооруженные ножами, напали на израильтян. Двое погибших: Офер Бен Ари (46 лет) и Реувен Бирмахер (45 лет), ещё двое получили ранения разной степени тяжести. Нападавшие застрелены девушками-пограничницами.
24 декабря. В промышленной зоне Ариэля было совершено нападение с применением холодного оружия. Два человека получили ранения средней степени тяжести. Террорист нейтрализован.
Араб, вооруженный ножом, напал на израильтян на перекрестке между арабской деревней Ята и Хевроном (Хевронское нагорье). Нападавший застрелен. Никто из израильтян не пострадал.
Попытка автомобильного теракта около Арама (региональный совет Биньямин). Легко ранен военнослужащий. Террорист застрелен.
25 декабря. Попытка автомобильного теракта под Сильвадом. Водительница, мать четверых детей, получила тяжелое ранение.
26 декабря. Вооруженный ножом араб напал на полицейского на площади ЦАХАЛа в Иерусалиме. Полицейский не пострадал, террориста нейтрализовали.
Попытка автомобильного теракта на КПП «Хавара» под Шхемом. Один солдат легко ранен. Террорист ранен, позднее скончался в больнице.
27 декабря. Около центральной автобусной станции араб, вооруженный ножом, напал на военнослужащего и ранил его. Нападавший арестован.
27 декабря. Теракт с применением холодного оружия на КПП «Хавара», к югу от Шхема. В результате теракта ранены двое военнослужащих. Двое нападавших застрелены.
31 декабря. Автомобильный теракт на перекрестке А-Битот, южнее Шхема. Военнослужащий ЦАХАЛа получил легкие ранения. Террорист убит. В этот день были также предотвращены теракты в Кирьят-Арба, Тель-Авиве и Эйлате.

## 2016 год

### Январь
1 января. Израильский араб открыл огонь из итальянского пистолета — пулемёта «Спектр» по посетителям паба «А-Симта», суши-бара «Джапаника» и кафе «Сидвелк», расположенным в районе дома 130 на улице Дизенгоф в Тель-Авиве. В результате нападения были убиты два человека: Алон Бакаль из Кармиэля — один из управляющих тель-авивского бара «А-Симта» и Шимон Руими из Офакима. Ещё семеро получили ранения. Затем нападавший застрелил таксиста и бежал. Террорист был обнаружен и ликвидирован полицией 8 января.
3 января. В Хевроне, около Пещеры Праотцев, арабский снайпер выстрелил в военнослужащую ЦАХАЛа. Террорист скрылся.
4 января. В течение дня три попытки ножевого теракта: на тренировочной базе в Самарии, на перекрестке Тапуах и в Иерусалиме. Ранены два человека. Террористы нейтрализованы.
5 января. Арабский террорист напал с ножом на военнослужащего на перекрестке Гуш-Эцион. Нападавший убит.
7 января. На перекрестке Гуш-Эцион при попытке нападения на военнослужащих застрелены два террориста и ещё один был тяжело ранен, впоследствии скончался.
В районе арабской деревни Бейт-Анун, недалеко от Хеврона, совершена попытка теракта с применением холодного оружия. Террорист ликвидирован.
9 января. Два арабских террориста попытались напасть на израильских военных на блокпосту «Бекаот» в Иорданской долине. По нападавшим был открыт огонь, они были ранены и госпитализированы.
12 января. Вооруженный араб напал на военнослужащих в районе деревни Бейт-Анун, возле Хеврона. Террорист застрелен.
14 января. Вооруженный террорист напал на военнослужащих в районе деревни Бейт-Анун, возле Хеврона. Солдат получил легкое ранение. Террорист застрелен.
Вооруженный араб напал на офицера ЦАХАЛа в районе горы Эйваль возле Шхема. Офицер получил легкое ранение. Нападавший застрелен.
17 января. В поселении Отниэль вооруженный террорист проник в дом и тяжело ранил хозяйку -Дафну Меир (38 лет). От полученных ран женщина скончалась. Террористу удалось скрыться. Он был задержан 19 января. Попытки терактов в Кирьят-Моше и Кирьят-Арба.
18 января. В поселении Ткоа арабский террорист, вооруженный ножом, тяжело ранил беременную женщину. Нападавший застрелен. [210]
23 января. Тринадцатилетняя террористка, вооруженная ножом, пыталась напасть на охранника у входа в Анатот. Нападавшая нейтрализована.
24 января. Палестинский араб взорвался при попытке бросить самодельную бомбу в израильских солдат в иерусалимском районе Абу-Дис.
25 января. Теракт в поселении Бейт-Хорон. Ранены две израильтянки. Одна из пострадавших — Шломит Кригман (24 года) позже скончалась. Террористы уничтожены.
26 января. На КПП на шоссе № 443, в районе поселения Бейт-Хорон, арабский водитель направил автомобиль на группу израильских военнослужащих. Один человек получил легкие ранения. Водитель скрылся на территории арабской деревни Бейт Ур-аль-Тахта.
27 января. На автозаправочной станции в Гиват-Зеэве, рядом с Иерусалимом, был совершен теракт с применением холодного оружия. В результате нападения один человек получил тяжелое ранение. Террорист задержан.
30 января. Два арабских террориста легко ранили 17-летнего юношу в районе Шхемских ворот в Иерусалиме и скрылись с места происшествия. Позднее их задержали.
31 января. Террорист открыл огонь в сторону израильтян на КПП «Фокус» в районе Бейт-Эля. Трое израильтян получили ранения различной степени тяжести. Террорист нейтрализован.
Попытка автомобильного теракта на КПП «Бель» в районе Маккабим. Никто из израильтян не пострадал, террорист застрелен.
Арабский террорист обстрелял трех солдат на КПП возле Рамаллы. Террорист убит.

### Февраль
1 февраля. Попытка теракта в районе поселения Салит в Самарии. Никто из израильтян не пострадал, террорист застрелен.
3 февраля. Теракт в районе Шхемских ворот Старого города в Иерусалиме. Две пограничницы получили тяжелые ранения, одна из них — 19-летняя Адар Коэн позже скончалась, ранен прохожий. Трое террористов застрелены.
4 февраля. Теракт на центральном автовокзале в Рамле. Две несовершеннолетние арабки напали на охранника и ударили его ножом в ногу. Мужчина получил легкие ранения. Нападавшие задержаны.
6 февраля. Палестинский араб ударил ножом шестидесятипятилетнюю женщину на рынке в Рахате. Она получила тяжелое ранение. Террорист скрылся.
Арабские террористы подожгли синагогу возле Карми-Цур, открытую в честь трех мальчиков, которые были похищены и убиты в июне 2014 года.
7 февраля. Темнокожий «иностранец» ударил ножом военнослужащего в Ашкелоне. Солдат легко ранен, нападавший, мигрант из Судана, тяжело ранен и вскоре скончался в больнице.
8 февраля. В Рамле 11-летнего ребёнка несколько раз ударили в спину ножницами. Террорист бежал, однако вскоре был схвачен.
9 февраля. В Иерусалиме 16-летняя арабка пыталась ударить ножом пограничника возле Шхемских ворот Старого города. Никто не пострадал, нападавшая задержана.
Возле поселка Неве-Даниэль ранен ножом 30-летний израильтянин. Нападавшему удалось скрыться.
13 февраля. Вооруженная ножом арабка напала на солдат в районе Пещеры Праотцев и легко ранила военнослужащего. Террористка уничтожена.
14 февраля. Два араба, вооруженные автоматической винтовкой и ножом, несмотря на забор безопасности попытались совершить теракт в районе поселка Шакед, в северной Самарии. Один из них открыл огонь по военным. Оба нарушителя границы застрелены.
Попытка нападения на военнослужащих на КПП в районе иерусалимского квартала Ар Хома. Никто из солдат не пострадал, нападавший, 17-летний араб из района Бейт-Лехема, ликвидирован.
На КПП «Икуль-160» на выезде из Хеврона террористка с ножом попыталась напасть на военнослужащих пограничной полиции. Нейтрализована до того, как успела ранить пограничника.
14 февраля. Около Шхемских ворот в Иерусалиме двое террористов открыли огонь по пограничникам. Никто из израильтян не пострадал. Нападавшие уничтожены.
15 февраля. Террористка попыталась напасть с ножом в Иерусалиме.
18 февраля. В супермаркете Рами Леви в промышленной зоне Шаар-Биньямин террористами ранены двое израильтян. Один из раненых, 21-летний сержант ЦАХАЛа Тувия Янай Вайсман (21 год), позже скончался. Террористы нейтрализованы.
19 февраля. Вооруженное нападение около Шхемских ворот в Иерусалиме. Двое пограничников получили легкие ножевые ранения. Террорист нейтрализован.
24 февраля. Вооруженный ножом араб напал на израильтянина на перекрестке Гуш — Эцион. Нападавший ранен и задержан. При нейтрализации террориста смертельно ранен 30-летний капитан резервистской службы Элиав Гельман.
26 февраля. В Маале-Адумим тяжело ранен охранник. Террорист скрылся, но через день задержан.
28 февраля. В районе города Назарет арабский водитель наехал на полицейского, смертельно его ранив. 20 мая сотрудник полиции скончался от полученных ранений.

### Март
2 марта. Два террориста проникли на территорию поселения Эли (Самария) и напали на местного жителя. Раненый мужчина сумел отбиться от террористов и запереть дверь. Проходящие мимо военнослужащие нейтрализовали нападавших.
3 марта. 14-летняя террористка с ножом напала на полицейского в деревне Уджа (Иорданская долина). Сотрудник дорожной полиции получил легкие ранения. Нападавшая задержана.
8 марта. Вооруженная арабка напала на пограничников возле Шхемских ворот Старого города в Иерусалиме. Никто из полицейских не пострадал, террористка застрелена.
В центре Петах-Тиквы араб ножом ранил израильтянина. 35-летний мужчина получил ранение средней степени тяжести. Нападавший ликвидирован.
В старом Яффо на набережной Тель-Авива совершено нападение на отдыхающих. Один из пострадавших — гражданин США Тейлор Аллен Форс (29 лет), скончался по дороге в больницу, одиннадцать человек ранены. Террорист застрелен.
9 марта. Теракт возле Шхемских ворот Старого города в Иерусалиме. В результате теракта один человек получил тяжелые ранения. Два террориста застрелены.
Террорист напал на военнослужащего в районе Ариэля (Самария). Израильтянин не пострадал, террорист убит.
11 марта. В результате теракта с применением огнестрельного оружия на шоссе 443 пострадали двое военнослужащих.
14 марта. Два араба обстреляли военнослужащих у въезда в Кирьят-Арбу. Один солдат получил легкие ранения. Нападавшие застрелены. Через пятнадцать минут была попытка сбить людей, находившихся на месте первого теракта. Офицер получил легкие ранения. Нападавший застрелен.
17 марта. Два террориста напали на военнослужащую ЦАХАЛа возле Ариэля. Девушка получила тяжелое ранение. Террористы застрелены.
18 марта. Вооруженный ножом арабский террорист вышел из автомобиля и попытался напасть на израильтянина на перекрестке Гуш-Эцион. Пострадавших не было, террорист застрелен.
19 марта. В районе Пещеры Праотцев в Хевроне араб легко ранил пограничника ударом ножа. Террорист уничтожен.
24 марта. В районе Хеврона, на перекрестке Джильбер, два террориста, вооруженные ножами, напали на военнослужащих. Один солдат ранен. Нападавшие уничтожены.
25 марта. В иерусалимском районе Исауие вооруженная ножом арабка напала на израильских полицейских. В результате этой попытки теракта никто не пострадал. Полицейские арестовали нападавшую.

### Апрель
3 апреля. На улице А-Мелах в промышленной зоне Рош а-Аин вооруженная ножом арабка легко ранила женщину. Террористка арестована.
14 апреля. Араб, вооруженный топором, напал на военнослужащих ЦАХАЛа около деревни Аль-Аруб. Террорист нейтрализован.
18 апреля. На улице Моше Барам в Иерусалиме было приведено в действие взрывное устройство в автобусе 12-го маршрута компании «Эгед». В результате теракта были ранены не менее 20 человек. Сам террорист был тяжело ранен и впоследствии умер.
27 апреля. Два араба попытались напасть на полицейских на КПП «Каландия». Нападавшие нейтрализованы.

### Май
2 мая. Возле Львиных ворот в Иерусалиме ножом ранены два религиозных еврея. Нападавшему удалось скрыться, спустя короткое время он арестован.
3 мая. Автомобильный теракт возле поселка Долев. Пострадали трое военнослужащих. Террорист уничтожен.
4-6 мая. Эскалация на границе с Газой. Многочисленные атаки со стороны палестинцев приводят к перестрелкам.
10 мая. Вооруженное нападение в иерусалимском районе Армон а-Нацив. Ранены две пожилые женщины.
Возле деревни Хизмэ обнаружен подозрительный предмет. Взрывное устройство сработало, когда прибыли военнослужащие поисково-спасательного батальона «Рам», один из военнослужащих был тяжело ранен. Позже около КПП были обнаружены ещё 9 взрывных устройств и газовый баллон. Через несколько дней были задержаны двое подозреваемых в причастности к этому теракту.
16 мая. Араб легко ранил ножом израильтянина на улице А-Невиим в Иерусалиме. Террорист арестован.

### Июнь
2 июня. Террористка попыталась напасть на военнослужащих ЦАХАЛа неподалеку от поселения Эйнав (Самария). Никто из солдат не пострадал, нападавшая застрелена.
5 июня. Возле деревни Хауара из автоматического оружия обстрелян автобус с учащимися йешевы. Никто не пострадал. Автобусу причинен ущерб.
8 июня. Нападение вооруженных террористов в районе комплекса «Сарона» в Тель-Авиве. Погибли четыре человека. Это Идо Бен-Ари (42), Илана Навэ (39), Михаэль Фейге (58), Мила Мишаева (32). Ещё 16 получили ранения. Террористы задержаны.
21 июня. Арабы бросали камни и бутылки с «коктейлем Молотова» в сторону израильских автомобилей на шоссе № 443 в районе деревни Бейт Сира. Ранены три человека. Один араб убит, трое задержаны. Убитый, по всей видимости, не был причастен к нападению на автомобили.
24 июня. Арабская террористка на автомобиле попыталась задавить группу израильтян в районе въезда в Кирьят-Арбу. Один человек получил легкие травмы. Террористка уничтожена.
30 июня. Террорист проник в дом на территории Кирьят-Арбы и напал с ножом на тринадцатилетнюю Алель Яффа Ариэль. Сотрудники службы безопасности прибыли на место. В схватке с террористом один из них был ранен. Девочка в больнице позднее также скончалась от полученных ранений. Террорист убит.
В Нетании террорист напал с ножом и ранил двух человек: 40-летний мужчина получил тяжелые ранения,60-летняя женщина доставлена в больницу в состоянии средней степени тяжести. Террорист ликвидирован.

### Июль
1 июля. В районе Адораим (Южнохевронское нагорье) террористы открыли огонь по автомобилю с израильскими номерными знаками, после чего машина перевернулась. В результате теракта погиб житель поселения Отниэль Михаэль (Мики) Марк. Его жена получила тяжелые ранения, а двое детей были ранены легко.
Вооруженная ножом арабская террористка напала на пограничников в районе Пещеры Праотцев (Маарат а-Махпела) в Хевроне. Пострадавших не было. Пограничники открыли огонь и ликвидировали нападавшую.
5 июля. На перекрестке Гитай рядом с Ариэлем предпринята попытка вооруженного нападения на людей, стоявших на автобусной остановке. Террористка обезврежена.
6 июля. На въезде в поселок Невэ-Даниэль палестинский водитель пошёл на таран армейского джипа. В результате теракта пострадали трое израильских военнослужащих. Террорист получил тяжелые травмы и был госпитализирован.
9 июля. Возле поселка Ткоа в Гуш-Эционе террористы обстреляли израильский автомобиль, был ранен мужчина в возрасте примерно 30 лет. Стрелявшие скрылись.
17 июля. На трамвайной остановке в центре Иерусалима задержан араб, в сумке которого находилось несколько взрывных устройств.
18 июля. Араб, вооруженный отверткой, напал на военнослужащих на шоссе № 60 в районе лагеря беженцев Аль-Аруб. Двое солдат получили легкие ранения, нападавший тяжело ранен.
31 июля. На КПП возле деревни Хаувара вооруженный ножом палестинский террорист был ликвидирован при попытке нападения на израильских военнослужащих.

### Август
11 августа. В иерусалимском квартале А-Тур совершено нападение на 18-летнего религиозного еврея. Молодой человек получил ранения средней степени тяжести. Нападавший скрылся и был пойман через несколько дней.
14 августа. На КПП «Шакед» арабка, жительница палестинских территорий, напала с ножом на израильских военнослужащих. Во время борьбы с террористкой легко ранена военнослужащая. Террористка обезврежена.
24 августа. Около поселка Ицхар палестинский араб, вооруженный ножом, легко ранил военнослужащего. Нападавший застрелен.

### Сентябрь
1 сентября. Во время паломничества евреев к гробнице Йосефа в Шхеме арабский террорист открыл огонь по израильским военнослужащим, охранявшим паломников. Один солдат был ранен.
5 сентября. Попытка автомобильного теракта в Иерусалиме. Никто из израильтян не пострадал. Один араб застрелен, второй ранен и задержан.
16 сентября. Вооруженный ножом араб напал на полицейских в районе Шхемских ворот Старого города в Иерусалиме. Один из сотрудников полиции выстрелил и нейтрализовал нападавшего.
Попытка автомобильного теракта на перекрестке Элиас в Кирьят-Арбе. Два палестинца на автомобиле попытались задавить военнослужащих. Солдаты открыли огонь, в результате один террорист был уничтожен, второй ранен.
Вооруженный холодным оружием террорист совершил нападение в Хевроне. Один человек был легко ранен. Террорист нейтрализован.
17 сентября. Террорист ударил ножом солдата на блокпосте в Хевроне. Военнослужащий получил легкое ранение. Другие солдаты застрелили террориста.
18 сентября. На территории населенного пункта Эфрат вооруженный араб напал на офицера ЦАХАЛа. В результате нападения израильтянин получил ранения средней степени тяжести. Террорист нейтрализован.
19 сентября. Араб, вооруженный ножом, напал на полицейских в районе Цветочных ворот Старого города в Иерусалиме. В результате нападения полицейские получили тяжелые ранения. Нападавший нейтрализован.
Два палестинских араба напали с ножами на пограничников в Пещере Праотцев («Меарат а-Махпела»). Один из террористов ликвидирован на месте, второй — позднее скончался от полученных ран в больнице.
20 сентября. На КПП у въезда в населенный пункт Бани Наим вооруженный араб напал на военнослужащих. Террорист застрелен. Никто из военнослужащих не пострадал.
21 сентября. 14-летняя арабка напала на охранников на КПП «Элиягу» (район Самарии). Нападавшая нейтрализована.
23 сентября. Вооруженный ножом араб напал на израильтян на перекрестке Элиас под Кирьят-Арбой. Террорист нейтрализован.
30 сентября. Вооруженный ножом араб тяжело ранил военнослужащего на КПП «Каландия» и был застрелен.

### Октябрь
9 октября. Вооруженное нападение в Иерусалиме в районе Гиват а-Тахмошет. Убиты Левана Малихи — жительница Иерусалима и старшина полиции Йосеф Кирма(29), шесть человек ранены. Террорист застрелен.
13 октября. Вооруженный ножом арабский террорист легко ранил израильского пограничника в районе населенного пункта Ар-Адар под Иерусалимом и скрылся с места происшествия.
15 октября. Нападение с ножом на военнослужащего в районе Иерусалима, террорист бежал.
19 октября. На перекрестке Тапуах (Самария) террористка, вооруженная ножом, пыталась напасть на пограничников (МАГАВ). Нападавшая застрелена.
29 октября. Араб попытался напасть на военнослужащих в районе блокпоста «Офра». Пострадавших не было. Террорист нейтрализован.
30 октября. На шоссе Гуш-Эцион — Хеврон в районе арабской деревни Бейт-Умар арабский водитель направил свой автомобиль на группу евреев. Ранены два человека. Террорист ликвидирован.
31 октября. Террорист открыл огонь в сторону израильтян на КПП «Фокус» в районе Бейт-Эля. Трое военнослужащих получили ранения различной степени тяжести. Террорист ликвидирован.

### Ноябрь
3 ноября. Вооруженный ножом террорист совершил попытку нападения на военнослужащего, охранявшего автобусную остановку возле поселка Офра. Другой военнослужащий, заметив действия террориста, открыл огонь. Террорист ликвидирован.
В районе Тулькарема в сторону израильских военнослужащих был открыт огонь из автоматического оружия. Один военнослужащий ранен. Террористу удалось скрыться.
9 ноября. Террорист с отверткой попытался напасть на военнослужащих в районе деревни Хавара. Никто из солдат не пострадал. Нападавший ранен.
22 ноября. Террорист напал на охранников на КПП «Каландия». Никто из израильтян не пострадал. Нападавший застрелен.
22 ноября. Волна пожаров распространилась по всему Израилю. Есть доказательства, что многие возгорания — это поджоги. Израильская полиция определила их как националистический терроризм. Ведется расследование, за которым следуют аресты поджигателей и подстрекателей.
25 ноября. Вооруженный ножом араб напал на охранников на блокпосте в лагере беженцев Шуафат. Нападавший ликвидирован.

### Декабрь
8 декабря. Араб, вооруженный ножом, был застрелен при попытке напасть на израильтян на КПП «Тапуах».
13 декабря. Арабка пыталась задавить военнослужащих на КПП «Каландия» (севернее Иерусалима). Солдаты произвели выстрел в воздух, террористка остановила автомобиль и вышла c ножом в руках. Она задержана.
14 декабря. Террорист, вооруженный отверткой, напал на полицейских в Старом городе Иерусалима, легко ранив трех человек. Нападавший был тяжело ранен и позже умер в больнице.
19 декабря. В округе Биньямин, между поселками Халамиш и Бейт-Арье, обстрелян автомобиль. Водитель получил легкие ранения осколками стекла.
30 декабря. Арабка, вооруженная ножом, попыталась совершить нападение на израильтян на КПП «Каландия». Нападавшая задержана.

## Международные реакции
В октябре 2015 года Франция призвала к размещению международных наблюдателей на Храмовой горе с тем, чтобы сохранить статус-кво. Израиль, однако, отверг это предложение, заявив, что подобное действие приведет к нарушению указанного статус-кво.
Ангела Меркель встретилась с Биньямином Нетаньягу 21 октября, чтобы обсудить волну насилия. Она сказала, что Германия ожидает от Махмуда Аббаса «осуждения всего, что представляет собой акты террора. Нельзя начинать переговоры с Израилем, если этого не произойдет». Она также сказала, что «молодые палестинцы нуждаются в перспективе и односторонние шаги бесполезны».
После переговоров с премьер-министром Великобритании Дэвидом Кэмероном, король Абдалла II предупредил Израиль 9 сентября, что «провокации в Иерусалиме будут влиять на отношения между Иорданией и Израилем. К сожалению, у Иордании не будет выбора, кроме принятия определённых мер».
Официальный представитель Госдепартамента Джон Кирби 9 сентября осудил «все акты насилия» на Храмовой горе и призвал Израиль продолжить ограничения для еврейских посетителей. «Соединенные Штаты глубоко озабочены недавним насилием и ростом эскалации напряженности вокруг Храмовой горы. Мы решительно осуждаем все акты насилия. Важно, чтобы все стороны воздержались от провокационных действий и риторики, неизменно сохраняя исторический статус-кво Храмовой горы». Он добавил, что «все стороны должны проявлять сдержанность».
Организация Объединённых Наций (ООН) осудила террористические действия в Израиле и призвала обе стороны восстановить спокойствие. Кроме того, Генеральный секретарь ООН (2007—2016) Пан Ги Мун нанес неожиданный визит в Израиль.